# Agria Volán
Az Agria Volán Zártkörűen Működő Közlekedési Részvénytársaság (röviden: Agria Volán Zrt.) Eger helyi, illetve Heves megye keleti felének helyközi-távolsági autóbusz-közlekedését ellátó közlekedési vállalat volt. Székhelye Eger. 2015 január 1-én integrálódott az azóta a Volánbusz Zrt-be beolvadt KMKK Középkelet-magyarországi Közlekedési Központba. 

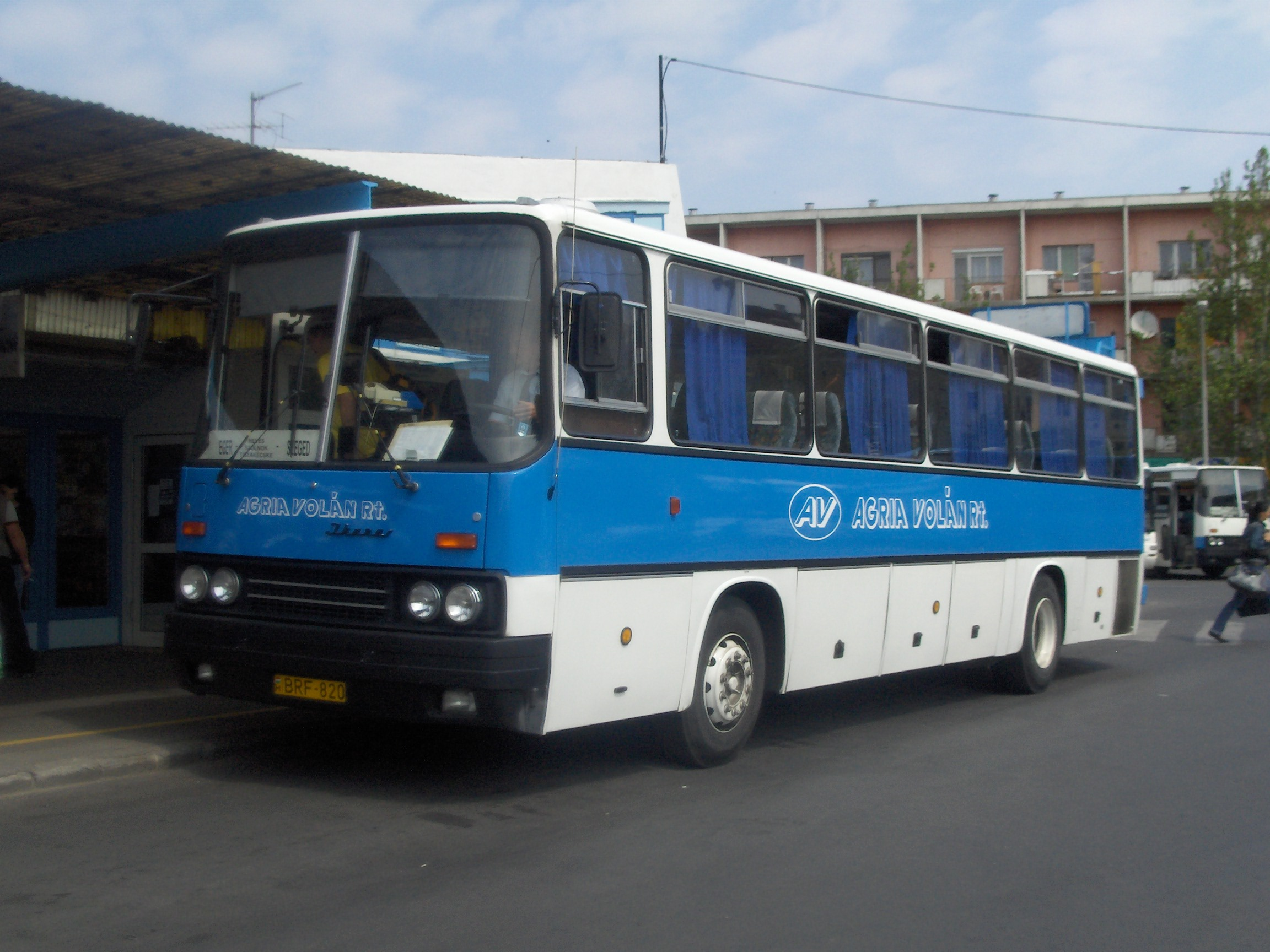
Ikarus 256

## Cégtörténet
1949-ben országosan megkezdik a szervezett teherszállítást, illetve az autóbusz-közlekedést. 1949-ben létrejön a Teherautófuvarozási Vállalat (TEFU), mint a teherfuvarozás országos vállalata. 1949 áprilisában átadják előbb az autóbusz-közlekedési, majd a teherfuvarozási főnökséget Egerben. A személyszállítási feladatokat a MÁVAUT, a teherszállítást a TEFU végezte az 1960-as évekig. 1953-ban a két vállalatot összevonják, létrejön az Autóbuszközlekedési Vállalat, röviden AKÖV. 1959-ben a BELSPED beleolvadt az AKÖV-be. 1961-ben Heves megyében létrejön a 4. Sz. AKÖV, az ország minden területén az "Egy megye, egy vállalat" elv érvényesült. 1970-ben országszerte létrejönnek a Volán Tröszt Vállalatok, így a vállalat neve Volán 4. Sz. Vállalatra módosul, amelynek feladatköre továbbra is a teherfuvarozás és az autóbusz-közlekedés lebonyolítása volt.

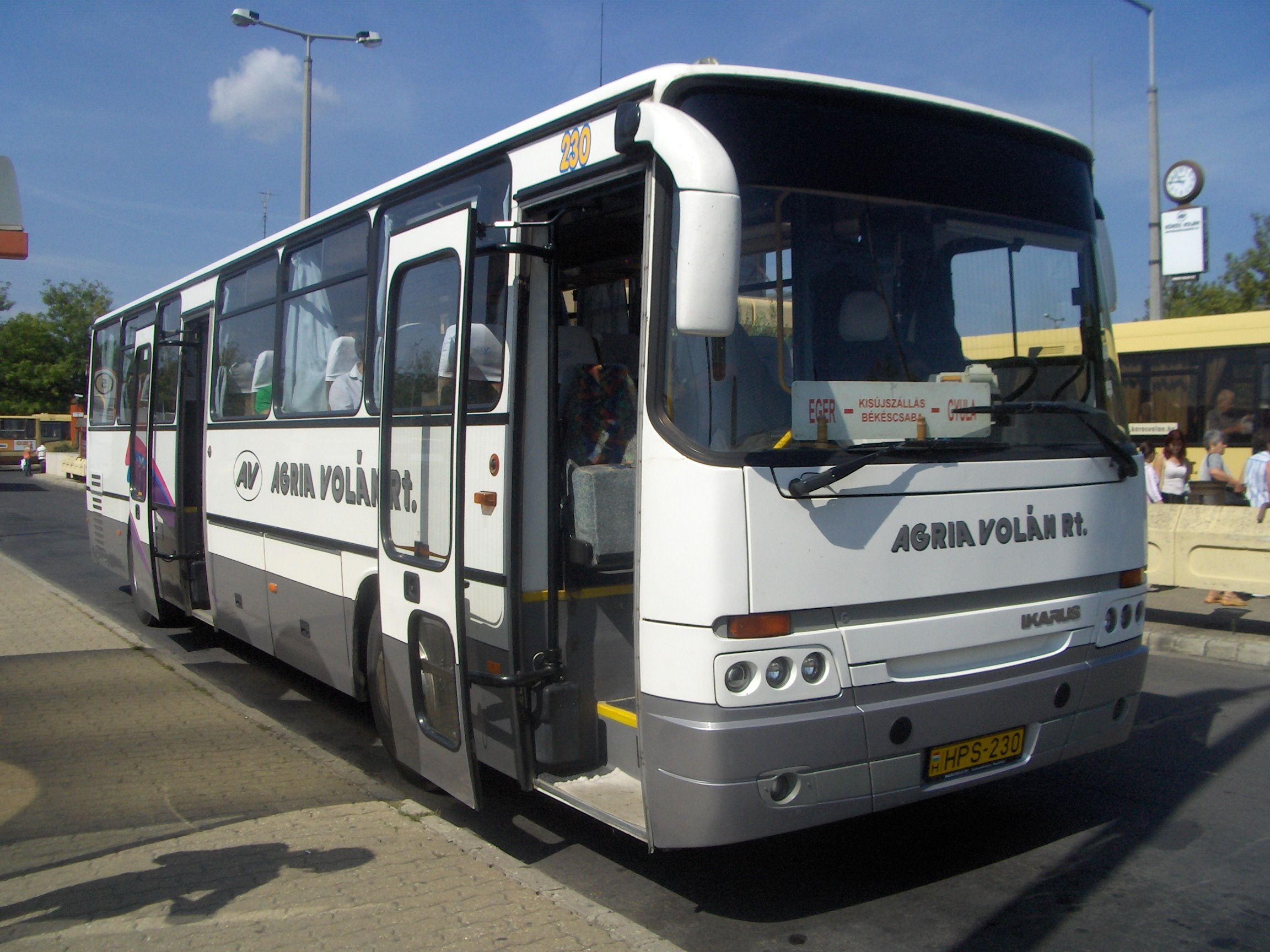
Ikarus Classic C56

1982-ben megalakulnak a megyei Volán-vállalatok, így Heves megyében a Mátra Volán. 1984-ben a gyöngyösi telephelyű Mátra Volán létrehozza az egri üzemegységet. 1990-ben a vállalat három részre szakadt: a gyöngyösi telephely neve továbbra is Mátra Volán maradt, Hatvanban megalakult a Hatvani Volán, míg Egerben az Agria Volán vállalat. 1993. január 1-jétől a vállalat neve Agria Volán Közlekedési Részvénytársaság. 2006. január 25-étől a vállalat neve Agria Volán Zrt. lett.

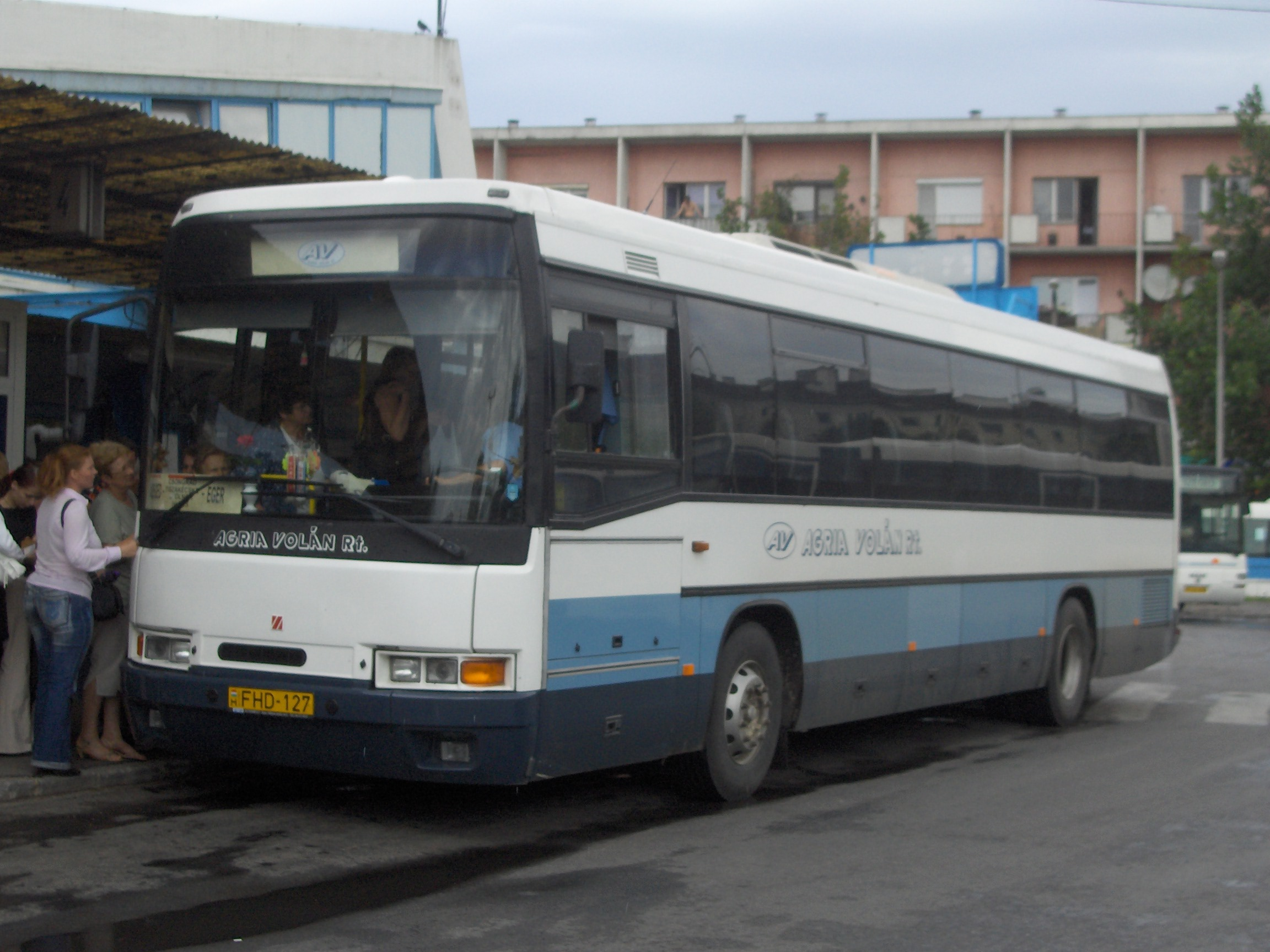
Ikarus E95

## Járműpark
A vállalat megalakulásakor többnyire Ikarus 31, Ikarus 630, Ikarus 55 típusokkal rendelkezett. Későbbiekben megjelent az Ikarus 66 típus, melyet az 1970-es évek elejéig gyártottak. Az 1970-es évek végén megjelent az Ikarus 200-as típuscsalád, amelyekből a társaság – a többi Volán-vállalathoz hasonlóan – főképp Ikarus 256 és Ikarus 266 típusokat rendelt. A vállalat Ikarus 260 típusból helyközi forgalomra keveset szerzett be, a nálánál erősebb Ikarus 266 a bükki utakra megfelelőbbnek tűnt. Az 1990-es évek elején a tendergyőztes Ikarus 396 típus került a vállalathoz, majd a későbbiekben a 300-as típuscsalád többi tagja, amelyet főleg nemzetközi, expressz- és különjáratokban közlekedtetnek. Az 1992–1994. közötti időszakban érkeztek a céghez az ún. ex-NDK-s kocsik, főleg Berlinből és Brandenburgból.
A vállalat jelenleg 194 autóbusszal rendelkezik, ezek közül 43 helyi és 151 helyközi-távolsági viszonylatban közlekedik.
A motorok eloszlása:
6 Cummins, 5 Scania, 22 Detroit Diesel, 3 Mercedes, 15 Volvo, 19 Iveco, 13 M.A.N. és 111 Rába

### Helyközi buszok
- 12 Ikarus 280 csuklósbusz (1987–1990)
- 30 Ikarus 256 szólóbusz (1987–1990, 1994–1995, 1997)
- 5 Ikarus 250 szólóbusz (1988–1990)
- 2 Ikarus 263 szólóbusz (1998)
- 20 Ikarus C56 szólóbusz (1998–2002)
- 1 MAN SÜ283 szólóbusz (2002)
- 2 MAN SL223 szólóbusz (2003–2004)
- 1 Credo EC 11 szólóbusz (2004)
- 8 Volvo Alfa Regio B7R szólóbusz (2004)
- 6 Volvo Alfa Regio B12B szólóbusz (2005)
- 2 MAN SÜ313 (A72) Lion´s Classic szólóbusz (2006)
- 4 MAN R12 Lion´s Regio szólóbusz (2006)
- 28 Credo EC 12 szólóbusz (2006–2010)
- 2 ARC 127.02 szólóbusz (2009)
- 5 Credo IC 12 szólóbusz (2009–2010)

### Távolsági buszok
- 2 Ikarus EAG 396 (1992)
- 9 Ikarus EAG 395 (1993–1997)
- 1 Ikarus EAG 398 (1996)
- 2 Mercedes O404-15RHD (1997–1998)
- 4 Ikarus EAG E98 (1997–1999, 2002)

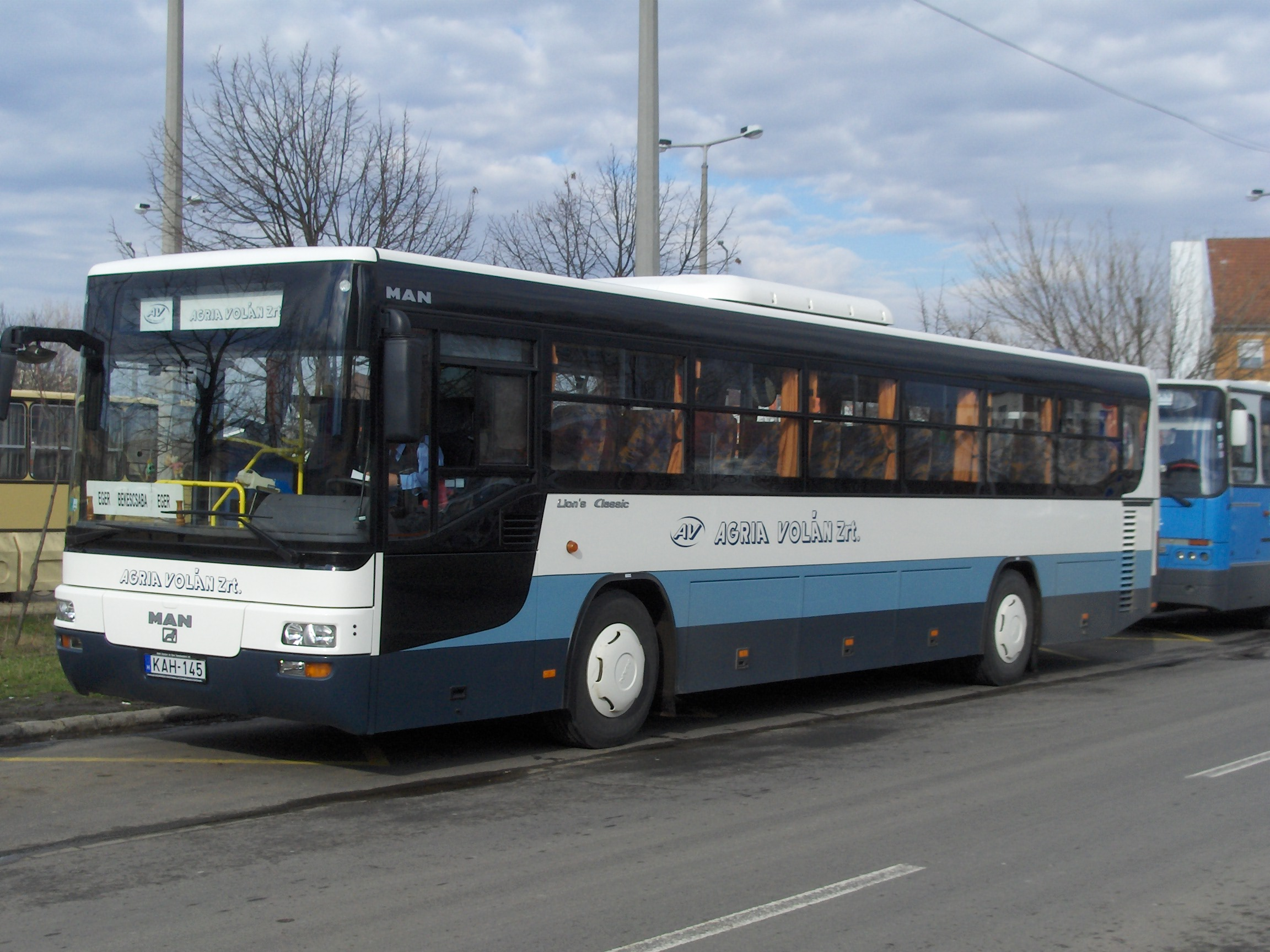
MAN Lion's Classic

- 3 Ikarus EAG E95 (1998–1999)
- 2 Mercedes Intouro O560 (2009)

### Egri helyi járatok
Az Agria Volán csak Egerben üzemeltet helyi járatokat. Eger helyi közlekedését 43 autóbusz szolgálja ki.
Eger helyi közlekedés járműparkja:
- 15 Ikarus 280 csuklósbusz (1987–1990, 1997–1998)
- 5 Ikarus C80 csuklósbusz (1999–2000)
- 1 MAN SG263 csuklósbusz (2002)
- 1 Mercedes O345G Conecto csuklósbusz (2004)
- 2 MAN SG313 Lion´s Classic csuklósbusz (2006)
- 2 ARC 187.03 csuklósbusz (2008)
- 4 Ikarus 260 szólóbusz (1988–1990)
- 1 Ikarus EAG E94 szólóbusz (1997)
- 1 Ikarus C60 szólóbusz (1999)
- 1 Ikarus 412 szólóbusz (2001)
- 3 Credo BC 11 szólóbusz (2005)
- 3 ARC 134.02 szólóbusz (2007)
- 2 ARC 134.03 szólóbusz (2008)
- 2 Ikarus V134 szólóbusz (2010)